# 금본위제법
금본위제법(영어: Gold Standard Act)은 윌리엄 매킨리 대통령이 서명하고 1900년 3월 14일에 발효된 미국 의회의 법률로, 금 무게로 미국 달러를 정의하고, 미국 재무부가 법률에 명시된 지폐를 요청 시 금화로만 상환하도록 요구했다.
이 법은 은을 비화폐화한 1873년 주화법과 모든 법정 화폐 지폐를 재무부에서 금으로 상환할 수 있게 한 1875년 재개법에 의해 암묵적으로 확립된 미국의 금본위제를 공식화했다. 이 법의 이전과 이후에도, 은 태환 증서와 은화를 포함한 은화는 금으로 상환할 수 없는 법정 불환 지폐로 액면가로 유통되었다.
이 법은 1달러의 가치를 90% 순금 25.8 그레인으로 고정했으며, 이는 트로이 온스당 약 20.67달러에 해당하여 1834년 주화법의 역사적 가치와 매우 유사했다. 당시 유통되던 미국의 금화는 내구성을 위해 금 90%와 구리 10%의 합금으로 구성되었다. 대공황 발발 후 1932년 미국 선거의 재편성 이후, 1933년 3월부터 금본위제는 폐지되었고, 이 법은 프랭클린 D. 루스벨트 대통령의 행정명령을 포함한 일련의 정책 변화, 새로운 법률, 그리고 미국 대법원의 판결인 금 조항 사건에서 루스벨트 행정부의 정책이 간신히 지지됨으로써 폐지되었다.
제2차 세계 대전 이후 브레턴우즈 체제를 구성하는 국제 협정은 외국 중앙은행이 고정된 가격으로 미국 달러를 금으로 교환할 수 있는 능력을 공식적으로 복원했다. 세계 무역 성장은 이 체제에 점점 더 큰 부담을 주었고, 이는 1971년 닉슨 충격으로 폐지되었다. 브레턴우즈 체제를 개혁하려는 시도는 곧 실현 불가능함이 입증되어 실패했다. 따라서 모든 현대 통화는 일부 중앙은행이 부과하는 자본 통제에도 불구하고 자유롭게 변동하며 시장의 힘에 종속되는 법정 불환 지폐가 되었고, 금은 상품으로 취급되었다.

## 같이 보기
- 블랜드-앨리슨 법 (1878)
- 더블 이글, 온스당 20.67달러로 주조된 다양한 미국 금화 중 하나
- 셔먼 은 매입법 (1890)
- 지불재개법 (1875)

## 추가 문헌
- Allen, Larry (2009). 《The Encyclopedia of Money》 2판. 샌타바버라, CA: ABC-CLIO. 183–185쪽. ISBN 978-1598842517.
- McCulley, Richard T. (1980). 《The Origins of the Federal Reserve Act of 1913: Banks and Politics during the Progressive Era, 1897–1913》 (Ph.D.). University of Texas.